# Панченко Діана Віталіївна
Діана Віталіївна Панченко (21 травня 1988 , Миколаїв ) — проросійська пропагандистка з України, колишня ведуча проросійських каналів Медведчука NewsOne, «Перший незалежний» та UkrLive.
Займається поширенням проросійської пропаганди, фігурант сайту «Миротворець». З 15 січня 2023 року перебуває під санкціями РНБО. 24 січня 2023 року СБУ повідомила Панченко про підозру за виготовлення матеріалів з виправданням збройної агресії РФ проти України.

## Біографія
Народилася 21 травня 1988 року в Миколаєві. 2010 року закінчила Київський політехнічний інститут за спеціальністю «Видавнича справа та редагування», 2018 року — КНУ ім. Шевченка за спеціальністю «право». 2010 року працювала кореспондентом у «Газеті по-українськи». З 2010 по 2015 рік — кореспондент і телеведуча на ТРК «Київ».
2015 — стала ведучою на телеканалі «NewsOne». Була ведучою програм «Тема» «Протистояння», «П'ятий кут» та «Свої». Під час заборони роботи каналу в грудні 2017 року Панченко від імені каналу звернулася до президента Порошенка з вимогою «захистити свободу слова».
Під час телеефірів на «NewsOne» Панченко виганяла зі студії політиків Валерія Івасюка та Юрія Бублика. У 2018 році в передачі «Великий вечір» письменниця Лариса Ніцой звернулася до Панченко з проханням перейти з російської на українську. Панченко заявила, що Ніцой не може вказувати їй, якою мовою говорити, після чого Лариса покинула студію.
У лютому 2021 року введені президентом Зеленським санкції проти Тараса Козака, формального власника «NewsOne», «ZIK» та «112 Україна», призвели до припинення роботи цих «ЗМІ». З 26 лютого по 27 жовтня 2021 року Панченко і ряд співробітників цих каналів перейшли на канал «Перший незалежний». 26 лютого 2021 року стала співзасновником руху «Клуб захисту журналістів». З 27 жовтня 2021 року — ведуча телеканалу «UkrLive».

### Російсько-українська війна (2022)
У грудні 2022 року, у ході російської агресії проти України, Панченко приїхала до тимчасово окупованих росіянами Донецька та Маріуполя, створивши проросійський пропагандистський фільм «Из Киева на Донбасс», заснований на інтерв'ю з перехожими, а також полоненими українськими захисниками Сергієм Мироненком і бійцем полку «Азов» Михайлом Швецем.

## Розслідування
У січні 2023 року СБУ почала досудове розслідування щодо поїздок Панченко на тимчасово окуповані території України та проросійську пропаганду, того ж місяця СБУ повідомила їй про підозру.

## Визнання
- 2020 — найгірший медійник року за версією видання «Детектор медіа»[28]
- 2020 — лавреат приватної премії Людина року у категорії «Журналіст року»[29]

## Критика
Критикується за порушення журналістських стандартів та антиукраїнську позицію. Зокрема, журналіст видання «Детектор медіа» Ярослав Зубченко назвав Панченко «найгіршим медійником 2020 року».
Панченко виступила проти квот на українському ТБ для державної мови.
На тлі агресії РФ проти України — внесена до реєстру зрадників від проєкту «Чесно».

## Санкції, розслідування
15 січня 2023 року додана до санкційного списку України.
24 січня 2023 року СБУ повідомила Панченко про підозру через виправдання війни РФ проти України й підтримку окупації Маріуполя. Також СБУ відкрила провадження щодо Панченко за зйомку проросійських сюжетів на окупованих росіянами територіях.
12 жовтня СБУ повідомила Панченко про підозру у державній зраді.
У квітні 2024 року YouTube заблокував на території України канал «Панченко».

## Примітка
1. 1 2  https://www.chesno.org/traitor/119/
2. ↑  Анкетні дані акредитованого представника ЗМІ. cvk.gov.ua (укр.). Архів оригіналу за 25 травня 2021. Процитовано 10 лютого 2021.
3. ↑  Падальщики второго сорта. Как пропагандисты из Украины зарабатывают имя и репутацию на России. Продолжение следует (рос.). Процитовано 23 травня 2025.
4. ↑  Пропагандистка Панченко розпалює на своєму Youtube-каналі ненависть до українців – дослідження ІМІ. imi.org.ua (укр.). Процитовано 25 липня 2024.
5. 1 2  Панченко Діана Віталіївна — Державний зрадник, інформація про зраду, біографія, посада, зада | ПолітХаб. www.chesno.org (укр.). Процитовано 25 травня 2022.
6. ↑  Panchenko Diana Vitalevna(рос.)
7. ↑  Журналістка з проросійського каналу Панченко відкриватиме «Слов'янський базар» у Білорусі
8. ↑  Указ Президента України від 15 січня 2023 року № 23/2023 «Про рішення Ради національної безпеки і оборони України від 15 січня 2023 року "Про застосування та внесення змін до персональних спеціальних економічних та інших обмежувальних заходів (санкцій)"»
9. ↑  СБУ повідомила про підозру колишній ведучій телеканалів Медведчука, яка підтримала окупацію Маріуполя. SSU (укр.). Процитовано 24 січня 2023.
10. ↑  #7 Диана Панченко в рейтинге «Самые влиятельные женщины Украины по версии читателей сайта Фокус». ФОКУС (рос.). Процитовано 10 лютого 2021.
11. ↑  Ведучу незаконно закритого Зеленським телеканалу NewsOne Діану Панченко номіновано на премію UNESCO/Guillermo Cano World Press Freedom Prize. 112.ua (ua) . 16 лютого 2021. Архів оригіналу за 25 травня 2021. Процитовано 17 лютого 2021.
12. ↑  На NewsOne набрали странных ведущих. С интеллектом, как у Мадонны. МедиаНяня (рос.). 20 серпня 2015. Процитовано 10 лютого 2021.
13. ↑  Телеканал Newsone запускае нові програми. Telekritika (ua) . 7 вересня 2020. Процитовано 10 лютого 2021.
14. ↑  Маляренко Евгения (4 грудня 2017). Журналисты NewsOne потребовали от Порошенко защиты свободы слова. РБК (рос.). Процитовано 10 лютого 2021.
15. ↑  Ведуча телеканалу соратника Медведчука вигнала гостя в прямому ефірі. depo.ua (ua) . 21 червня 2019. Процитовано 10 лютого 2021.
16. ↑  NewsOne вирізав із запису уривок програми, де ведуча вигнала екснардепа. detector.media (укр.). 6 вересня 2020. Процитовано 10 лютого 2021.
17. ↑  Семенова Инна (11 жовтня 2018). Скандалы в прямых эфирах, магазинах, поездах. Как писательница Лариса Ницой пытается защищать украинский язык. nv.ua (рос.). Процитовано 10 лютого 2021.
18. ↑  Кулиш Ярослав (10 жовтня 2018). Панченко vs Ницой, раунд второй. Кто подвел себя под статью из-за русского языка. kp.ua (рос.). Процитовано 10 лютого 2021.
19. ↑  «Первый Независимый» с журналистами каналов Медведчука отключили после часа эфира. ukrinform.ru (рос.). 26 лютого 2021. Процитовано 27 лютого 2021.
20. ↑  В Україні створили нове об'єднання журналістів. Корреспондент.net (укр.). 27 лютого 2021. Процитовано 25 травня 2021.
21. ↑  В Україні створено клуб «журналістів Медведчука». Главком (укр.). 2 березня 2021. Процитовано 25 травня 2021.
22. ↑  Ексведуча каналів Медведчука Діана Панченко поїхала до окупованого Донецька. detector.media (укр.). 12 грудня 2022. Процитовано 19 грудня 2022.
23. ↑  Из Киева на Донбасс | Панченко под обстрелом в Донецке | Как живет Мариуполь. (укр.), процитовано 19 грудня 2022
24. ↑  Из Киева на Донбасс | Панченко под обстрелом в Донецке | Как живет Мариуполь. (укр.), процитовано 20 серпня 2023
25. ↑  Діана Панченко заявила, що потрапити до окупованого Донецька їй «допомогли друзі». detector.media (укр.). 3 січня 2023. Процитовано 25 липня 2024.
26. ↑  СБУ розслідує поїздки екс-ведучої каналів Медведчука на окуповані території. РБК-Украина (укр.). Процитовано 4 січня 2023.
27. ↑  Підтримала окупацію Маріуполя. СБУ повідомила про підозру екс-ведучій каналів Медведчука. РБК-Украина (укр.). Процитовано 29 січня 2023.
28. 1 2  Зубченко Ярослав (4 січня 2021). Телевізійний треш-2020. Антипремія «Детектора медіа». detector.media (укр.). Процитовано 10 лютого 2021.
29. ↑  ПАНЧЕНКО Діана. Людина Року (укр.). Процитовано 25 липня 2024.
30. ↑  Зубченко, Ярослав (4 січня 2021). (Column) Телевізійний треш-2020. Антипремія «Детектора медіа». detector.media (укр.). Процитовано 17 червня 2021.
31. ↑  У прямому ефірі NewsOne вигнали зі студії проукраїнських гостей (відео). konkurent.ua (укр.). Процитовано 17 червня 2021.
32. ↑  Zaxid.net. «Вефірани» проросійського ефіру. ZAXID.NET (укр.). Процитовано 17 червня 2021.
33. ↑  Свіже обличчя п'ятої колони на виборах: Журналістка-українофобка з телеканалу Медведчука вирішила "ощасливити" Київ. Патріоти України (ua) . Процитовано 17 червня 2021.
34. ↑  Марія Чадюк. Лінгвістичні прийоми легітимації у ЗМІ. Мова: класичне — модерне — постмодерне. НаУКМА. 2020. Випуск 6
35. ↑  Указ Президента України №23/2023 «Про рішення Ради національної безпеки і оборони України від 15 січня 2023 року " про застосування та внесення змін до персональних спеціальних економічних та інших обмежувальних заходів (санкцій)"». Президент України. 15 січня 2023. Архів оригіналу за 15 січня 2023. Процитовано 12 лютого 2025.
36. ↑  ПАНЧЕНКО Діана Віталіївна - біографія, досьє, активи | Війна і санкції. sanctions.nazk.gov.ua (укр.). Архів оригіналу за 26 березня 2023. Процитовано 26 березня 2023.
37. ↑  СБУ оголосила підозру медійниці з каналів Медведчука. Українська правда (укр.). Процитовано 26 березня 2023.
38. ↑  Підтримала окупацію Маріуполя. СБУ повідомила про підозру екс-ведучій каналів Медведчука. РБК-Украина (укр.). Процитовано 14 квітня 2024.
39. ↑  СБУ розслідує поїздки екс-ведучої каналів Медведчука на окуповані території. РБК-Украина (укр.). Процитовано 14 квітня 2024.
40. ↑  Колишній ведучій каналів Медведчука Діані Панченко повідомили ще одну підозру — держзрада. babel.ua (укр.). 12 жовтня 2023. Процитовано 12 жовтня 2023.
41. ↑  СБУ повідомила екс-ведучій каналів Медведчука про нову підозру. РБК-Украина (укр.). Процитовано 16 жовтня 2023.
42. ↑  YouTube заблокував на території України канал пропагандистки Панченко. РБК-Украина (укр.). Процитовано 14 квітня 2024.
43. ↑  РНБО заблокувала на території України YouTube-канал пропагандистки Панченко. imi.org.ua (укр.). Процитовано 25 липня 2024.